# Sân bay Friedrichshafen
Sân bay Friedrichshafen (IATA: FDH, ICAO: EDNY) là một sân bay nằm cách Friedrichshafen 3 km về phía bắc, Đức. Đây là sân bay lớn thứ 3 ở bang Baden-Württemberg, phục vụ khoảng 600.000 lượt khách năm 2005. Sân bay này còn có tên khác là Sân bay Bodensee, Friedrichshafen.

## Các hãng hàng không và các tuyến điểm

### Các hãng theo lịch trình
- Austrian Airlines (Calvi)
- InterSky (Bastia, Berlin-Tempelhof, Cologne/Bonn, Dresden, Elba, Graz, Hamburg, Münster/Osnabrück, Nice, Naples, Olbia, Paris-Charles de Gaulle, Rotterdam, Split, Vienna, Zadar)
- Lufthansa (Frankfurt)
  - Lufthansa Regional operated by Lufthansa CityLine (Frankfurt)
- Ryanair (Dublin, Liverpool, London-Stansted)

### Các hãng bay thuê bao
- airberlin (Lamezia, Terme)
- Air Europa (Palma de Mallorca)
- Air Via (Varna)
- Hamburg International (Ankara, Antalya, Arrecife, Faro, Fuerteventura, Heraklion, Kayseri, Las Palmas, Lourdes, Palma de Mallorca, Rhodes, Sharm el Sheikh, Tenerife-South)
- Iceland Express (Keflavik)
- Nordic Regional (Palma de Mallorca)
- Sky Airlines (Antalya)
- SunExpress (Antalya)
- Tunisair (Monastir)